# 室伏憲吾
室伏 憲吾（むろふせ けんご、1924年 - ）は、日本の労働運動家、実業家。元国鉄労組中央執行委員。

## 経歴
静岡県生まれ。長野県出身。国鉄新宿検車区に勤務。1946年12月国鉄東京地方労組青年部部長。1947年11月国鉄反共連盟（のち国鉄民主化同盟）の結成に参加。国鉄青年民同に所属。1948年3月の国労第3回臨時大会（上諏訪大会）時点で国鉄労組中央執行委員（新橋支部選出）。1949年7月独立青年同盟（独青）結成で委員長。1950年6月朝鮮戦争の勃発とともに国鉄労組中央執行委員を辞任。1951年3月「労働運動どころではない」と国鉄を退職。のち松前重義を頼って東海不動産の社長となった。

## 人物
- 高島喜久男は敗戦後に鍋山貞親が自分の事務所（民主主義研究所）で行っていた研究会で鍋山から室伏を紹介されたと語っている[5]。
- 金杉秀信は1946年に川﨑堅雄、竪山利忠、小堀正彦が創設した勤労時報社に室伏ら若い活動家が頻繁に出入りしていたと語っている[6]。
- 諸永裕司、森達也は下山事件に関連して室伏に取材を行っており、これによると室伏は下山の死は自殺であるという見解をとっている[7][8]。

## 関連文献
- 荒垣秀雄『現代人物論』（河出書房、1950年）
- 大宅壮一『仮面と素顔――日本を動かす人々』（東西文明社、1953年）
- 片島紀男『三鷹事件――1949年夏に何が起きたのか』（日本放送出版協会、1999年／新風舎［新風舎文庫］、2005年）